# Коми-Пермяцкий автономный округ
Ко́ми-Пермя́цкий автономный о́круг (коми-перм. Коми-Пермяцкöй автономнöй округ) — бывший субъект Российской Федерации. 1 декабря 2005 года его территория была включена в состав Пермского края в качестве Коми-Пермяцкого округа.
Площадь — 32 770 км². Округ был расположен в Предуралье, в верхнем течении реки Камы. Население — 132 824 чел. (2005). Административным центром округа являлся город Кудымкар.

## История

Герб

Флаг

Процесс образования округа был очень длительным и сложным. Согласно документам, вопрос о самоопределении коми-пермяков возник в 1921 году в связи с образованием Коми автономной области. Последнее мыслилось в духе создания общей для двух народностей (коми-пермяков и коми-зырян) административной единицы. Возможность присоединения коми-пермяков к автономному образованию коми-зырян некоторые руководящие работники объясняли «близостью по происхождению, культуре и языку» этих народностей. Вопрос объединения дважды рассматривался ВЦИК в 1921 году, но не нашёл положительного решения.
Образован 26 февраля 1925 года в составе Уральской области РСФСР. Эта дата — день принятия постановления об образовании Пермяцкого округа, в связи с чем эта дата считается днём его образования под разными наименованиями: Пермяцкий национальный округ, с 16 апреля 1925 года — Коми-Пермяцкий национальный округ, в 1934—1938 годы — Коми-Пермяцкий округ Свердловской области, в 1938—1977 годы — Коми-Пермяцкий национальный округ Пермской (в 1940—1957 годах — Молотовской) области, с 1977 года — Коми-Пермяцкий автономный округ, с 2005 года — Коми-Пермяцкий округ. В источниках середины-конца 1920-х годов в рамках окружного деления области, он сперва упоминается как Пермяцкий округ, затем Коми-Пермяцкий округ. С начала 1930-х годов в этих источниках распространено официальное название Коми-Пермяцкий национальный округ.
17 января 1934 года при разделении Уральской области вошёл в состав Свердловской области, а с выделением из неё Пермской области 3 октября 1938 года — в состав последней.
25 января 1935 года ВЦИК утвердил новую районную сеть Коми-Пермяцкого округа.
Награждён 29 декабря 1972 года орденом Дружбы народов, 25 февраля 1975 года — орденом Трудового Красного Знамени.
В 1977 году национальный округ преобразован в автономный округ.
В 1992 году Коми-Пермяцкий автономный округ стал самостоятельным субъектом РФ, продолжая находиться в составе Пермской области, в договорных с ней отношениях.

В 2003 году состоялся референдум, на котором жители Пермской области и Коми-Пермяцкого АО поддержали объединение в единый субъект федерации. Согласно результатам референдума, с 1 декабря 2005 года КПАО был объединён с Пермской областью, образовав при их слиянии Пермский край с административным центром в городе Перми и утратив статус субъекта Российской Федерации. В составе Пермского края было создано административно-территориальное образование с особым статусом Коми-Пермяцкий округ.

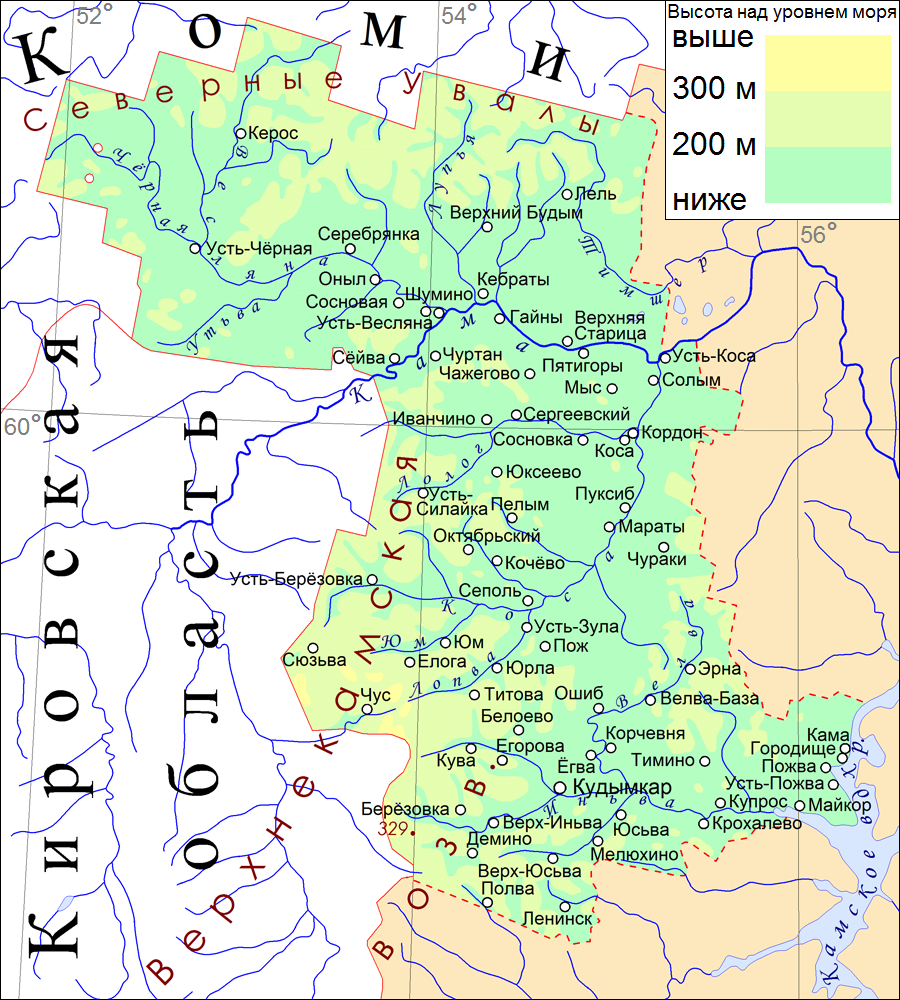

## Административное деление
При образовании Коми-Пермяцкого национального округа в 1925 году он делился на 4 района:
- Косинский район — центр с. Коса
- Кудымкарский район — центр г. Кудымкар
- Юрлинский район — центр с. Юрла
- Юсьвинский район — центр с. Юсьва

В 1926 году были образованы ещё два района — Гайнский и Кочевский. В 1933 году село Кудымкар получило статус посёлка городского типа, а в 1938 — статус города. При этом Кудымкар был выведен из состава Кудымкарского района и стал городом окружного подчинения.
В 1941 году в составе КПНО был образован Белоевский район с центром в селе Белоево.
В 1955 году Кудымкарский район был упразднён, а его территория разделена между Белоевским районом, и территорией, подчинённой городу Кудымкару.
В ноябре 1959 года к Юсьвинскому району КПНО была присоединена честь территории упразднённого Чермозского района Пермской области, включая пгт Майкор и Пожва. Тогда же был упразднён Белоевский район, а Кудымкарский район был восстановлен.
В январе 1963 года Гайнский район был преобразован в Гайнский промышленный район, а остальные районы — в сельские районы. В том же году село Гайны получило статус посёлка городского типа. 12 января 1965 года все сельские районы округа и Гайнский промышленный район были преобразованы обратно в районы.
В 1998 году пгт Гайны, в 1999 году пгт Майкор и в 2002 году пгт Пожва были преобразованы в сельские населённые пункты.
К моменту объединения с Пермской областью в единый субъект в 2005 году Коми-Пермяцкий автономный округ:
- город окружного подчинения Кудымкар
- Гайнский район — центр п. Гайны
- Косинский район — центр с. Коса
- Кочевский район — центр с. Кочёво
- Кудымкарский район — центр г. Кудымкар
- Юрлинский район — центр с. Юрла
- Юсьвинский район — центр с. Юсьва

Городов районного подчинения и посёлков городского типа в округе не было.

## Население
| 1926     | 1959     | 1970     | 1979     | 1989     | 1990     | 1991     |
| -------- | -------- | -------- | -------- | -------- | -------- | -------- |
| 152 494  | ↗235 674 | ↘212 141 | ↘173 202 | ↘159 689 | ↘145 576 | ↗145 842 |
| 1992     | 1993     | 1994     | 1995     | 1996     | 1997     | 1998     |
| ↗146 670 | ↗147 832 | ↘146 730 | ↘144 881 | ↘143 570 | ↘142 314 | ↘140 580 |
| 1999     | 2000     | 2001     | 2002     | 2003     | 2004     | 2005     |
| ↘139 790 | ↘138 877 | ↘137 648 | ↘136 076 | ↘135 610 | ↘134 414 | ↘132 824 |